# Knutnate
Knutnate (Potamogeton nodosus) är en nateväxtart som beskrevs av Jean Louis Marie Poiret. Enligt Dyntaxa och Catalogue of Life ingår knutnate i släktet natar och familjen nateväxter. IUCN kategoriserar arten globalt som livskraftig. Arten har ej påträffats i Sverige. Inga underarter finns listade. Knutnate liknar gäddnate (Potamogeton natans) och har också långa bladstjälkar, men den saknar lika långa snärpslidor.

## Bildgalleri

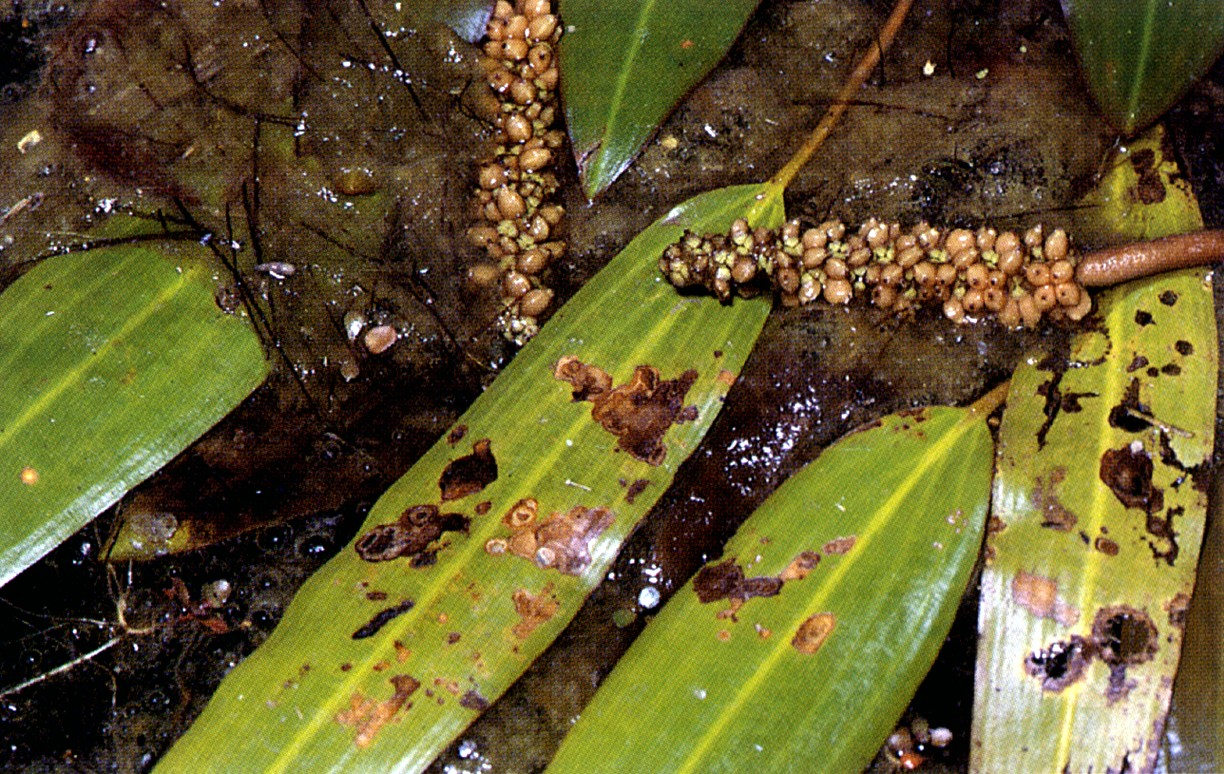